# Tadeusz Gocłowski
Tadeusz Gocłowski (ur. 16 września 1931 w Piskach, zm. 3 maja 2016 w Gdańsku) – polski duchowny rzymskokatolicki, członek Zgromadzenia Księży Misjonarzy, doktor prawa kanonicznego, rektor Gdańskiego Seminarium Duchownego w latach 1971–1973 i 1982–1983, biskup pomocniczy gdański w latach 1983–1984, biskup diecezjalny gdański w latach 1984–2008 (od 1992 arcybiskup metropolita gdański), od 2008 arcybiskup senior archidiecezji gdańskiej. Kawaler Orderu Orła Białego.

## Życiorys
Urodził się 16 września 1931 w Piskach. W latach 1946–1951 uczył się w Niższym Seminarium Duchownym Księży Misjonarzy św. Wincentego a Paulo w Krakowie. Egzamin dojrzałości złożył eksternistycznie w III Gimnazjum im. Króla Jana Sobieskiego w Krakowie. W październiku 1949 został przyjęty do Zgromadzenia Księży Misjonarzy. Śluby wieczyste złożył 15 grudnia 1951. W latach 1951–1956 odbył studia filozoficzno-teologiczne w Instytucie Teologicznym Księży Misjonarzy w Krakowie. Święceń prezbiteratu udzielił mu 24 czerwca 1956 w kościele Nawrócenia św. Pawła Apostoła w Krakowie biskup pomocniczy krakowski Stanisław Rospond. Studia kontynuował w latach 1956–1959 na Wydziale Prawa Kanonicznego Katolickiego Uniwersytetu Lubelskiego, które ukończył ze stopniem licencjata. W latach 1969–1970 studiował na Wydziale Prawa Kanonicznego Papieskiego Uniwersytetu Świętego Tomasza z Akwinu w Rzymie, gdzie w 1970 na podstawie dysertacji Potrydenckie seminaria diecezjalne powierzone kierownictwu Zgromadzenia Misji – w szczególności w Polsce uzyskał doktorat.
Należał do komisji liturgicznej i komisji przygotowawczej II synodu diecezji gdańskiej, który odbył się w 1972. W latach 1982–1983 zajmował stanowisko obrońcy węzła małżeńskiego w gdańskim sądzie biskupim. W 1970 został konsultorem Trybunału Prymasowskiego w Warszawie, a w 1976 członkiem Komisji Episkopatu Polski ds. Duszpasterstwa Polonii Zagranicznej. Od 1981 do 1983 był redaktorem półrocznika kościelno-historycznego „Nasza Przeszłość”.
W latach 1959–1960 prowadził wykłady w Instytucie Teologicznym Księży Misjonarzy w Krakowie, a w latach 1960–1968 w Biskupim Seminarium Duchownym w Gdańsku. W latach 1971–1973 i 1982–1983 sprawował urząd rektora gdańskiego seminarium. W latach 1973–1982 był wizytatorem (przełożonym) polskiej prowincji Zgromadzenia Księży Misjonarzy w Krakowie.
22 marca 1983 został mianowany biskupem pomocniczym diecezji gdańskiej ze stolicą tytularną Beneventum. Święcenia biskupie otrzymał 17 kwietnia 1983 w bazylice Wniebowzięcia Najświętszej Maryi Panny w Gdańsku. Udzielił mu ich kardynał Józef Glemp, prymas Polski, któremu towarzyszyli Lech Kaczmarek, biskup diecezjalny gdański, i Albin Małysiak, biskup pomocniczy krakowski. Jako dewizę biskupią przyjął słowa „Credite Evangelio” (Zawierzcie Ewangelii). W latach 1983–1984 sprawował urząd wikariusza generalnego diecezji. W 1983 został ustanowiony prepozytem gdańskiej kapituły katedralnej. W 1984 administrował diecezją po śmierci biskupa Lecha Kaczmarka.
31 grudnia 1984 został mianowany biskupem diecezjalnym diecezji gdańskiej. Ingres do katedry Trójcy Świętej w Gdańsku-Oliwie odbył 2 lutego 1985. 25 marca 1992 w związku z utworzeniem metropolii gdańskiej został wyniesiony do godności arcybiskupa metropolity. Paliusz metropolitalny otrzymał w bazylice św. Piotra w Rzymie 29 czerwca 1992. W latach 80. należał do katolickich hierarchów najaktywniej wspierających ruch „Solidarności”. Uczestniczył w organizowanych w mieszkaniu księdza Stanisława Bogdanowicza spotkaniach z Lechem Wałęsą oraz jego współpracownikami i doradcami. Między 1988 a 1989 brał udział w rozmowach w Magdalence, w wyniku których przygotowano obrady Okrągłego Stołu. W 1989 był jednym fundatorów Instytutu Badań nad Gospodarką Rynkową w Gdańsku i wszedł w skład Rady Fundacji Instytutu. Również w okresie III RP angażował się w działalność polityczną. Przed wyborami parlamentarnymi w 1993 zorganizował spotkanie liderów kilku ugrupowań prawicowych, na którym powołano Katolicki Komitet Wyborczy „Ojczyzna”. Po wyborach w 1997 zaprosił do swojej siedziby parlamentarzystów AWS, których przekonywał do zawarcia koalicji z Unią Wolności. W tym samym roku zawiesił w pełnieniu obowiązków proboszcza prałata Henryka Jankowskiego, gdy ten wygłosił kazanie, w którym protestował przeciw „nadmiernemu udziałowi Żydów we władzach”. 30 października 2005 zorganizował ostatnie powyborcze negocjacje koalicyjne między liderami Platformy Obywatelskiej a Prawa i Sprawiedliwości, które jednak zakończyły się niepowodzeniem. Był inicjatorem cyklu debat Gdański Areopag. Dwukrotnie, w 1987 i 1999, gościł w diecezji papieża Jana Pawła II podczas jego podróży apostolskich do Polski. 17 kwietnia 2008 papież Benedykt XVI przyjął jego rezygnację z urzędu arcybiskupa metropolity gdańskiego.
W ramach prac Konferencji Episkopatu Polski wszedł w skład Rady Głównej (od 1996 Rady Stałej), pełnił funkcje przewodniczącego Komisji ds. Duszpasterstwa Ludzi Pracy i Komisji ds. Duszpasterstwa Ludzi Morza, zasiadał w Komisji ds. Seminariów Duchownych, Komisji ds. Zakonnych, Komisji Prawnej i Komisji Iustitia et Pax, a także był referentem ds. Biskupów Emerytów. W latach 1996–2004 współprzewodniczył Komisji Wspólnej Rządu RP i Konferencji Episkopatu Polski. Pełnił również funkcję przewodniczącego Komitetu ds. Wizyty Apostolskiej Ojca Świętego Jana Pawła II w Polsce w 1999. Należał do Papieskiej Rady ds. Duszpasterstwa Migrantów i Podróżnych oraz Kongregacji ds. Biskupów.
Był współkonsekratorem podczas sakr biskupów pomocniczych gdańskich: Zygmunta Pawłowicza (1985), Ryszarda Kasyny (2005) i Zbigniewa Zielińskiego (2015), a także biskupa pomocniczego warmińskiego Jacka Jezierskiego (1994) i biskupa pomocniczego toruńskiego Józefa Szamockiego (2000).
Zmarł 3 maja 2016 w Uniwersyteckim Centrum Klinicznym w Gdańsku, gdzie przebywał po przejściu rozległego udaru mózgu. 6 maja 2016 został pochowany w krypcie biskupów gdańskich w archikatedrze oliwskiej.

## Odznaczenia, wyróżnienia, upamiętnienie
W 2011 prezydent RP Bronisław Komorowski nadał mu Order Orła Białego. W 2006 otrzymał Złoty Medal „Zasłużony Kulturze Gloria Artis”, przyznany przez Ministra Kultury i Dziedzictwa Narodowego.
Nadano mu tytuł honorowego obywatela Gdyni (2002), Redy (2007), Sopotu (2008), Gdańska (2016), a także Wejherowa. W 2006 odmówił przyjęcia honorowego obywatelstwa Gdańska w obliczu podejrzeń o jego przyznanie w ramach zbliżającej się kampanii wyborczej do wyborów samorządowych. W 2008 otrzymał Honorowe Wyróżnienie za Zasługi dla Województwa Pomorskiego.
W 1989 został członkiem honorowym Zrzeszenia Kaszubsko-Pomorskiego. W 2001 otrzymał Medal Stolema od Klubu Studenckiego Pomorania, w 2003 Medal Świętego Brata Alberta, a w 2008 tytuł Ambasadora Polszczyzny w Mowie przyznanym przez Prezydium Rady Języka Polskiego.
W 2016 jego imieniem nazwano tunel pod Martwą Wisłą w Gdańsku, pierwszy tunel drogowy w Polsce przebiegający pod wodą.